# Grallaria bangsi
Grallaria bangsi là một loài chim trong họ Grallariidae.